# Désiré
Désiré je francouzská filmová komedie z roku 1996, kterou režíroval Bernard Murat. Jedná se o remake stejnojmenného filmu z roku 1937. Snímek měl světovou premiéru 14. července 1995.

## Děj
V Paříži na počátku 20. století Désiré pracuje svědomitě, efektivně a především diskrétně. Byl by dokonalým sloužícím, kdyby netoužil získal srdce každé ženy.
Jeho nejnovějším zaměstnavatelem je ministr Montignac, který nemá ponětí o neodolatelném působení Désiré na ženy. Přes léto se celá ministrova domácnost stěhuje do Montignacova prázdninového domu v Deauville, kde se Montignacova milenka, bývalá herečka Odette, seznámí s Désirém. Ta začne snít o románku s komorníkem.
Désiré také začne snít o Odette. Když se Montignac musí vrátit pracovně do Paříže, nechává Odette a Désiré samotné. Následující noc se setkávají na terase a dívají se na moře. Navzdory pokušení nakonec odmítnou podlehnout své touze jeden po druhém. Désiré si rozhodne hledat nového zaměstnavatele a oba se rozejdou.

## Obsazení
| Jean-Paul Belmondo | Désiré    |
| Fanny Ardant       | Odette    |
| Claude Rich        | Montignac |
| Béatrice Dalle     | Madeleine |
| Jean Yanne         | Corniche  |
| Dominique Lavanant | Henriette |
| Annie Grégorio     | Adèle     |